# Jules Mérenne
Jules Joseph Hubert Mérenne (Modave, 14 juli 1886 - 17 april 1962) was een Belgisch senator.

## Levensloop
Mérenne was veldwachter. Eenmaal gepensioneerd sloot hij zich aan bij de Belgische communisten.
Van 1952 tot 1958 was hij gemeenteraadslid van Modave.
Bij de verkiezingen van april 1954 werd hij communistisch senator voor het arrondissement Hoei. Eigenlijk was Joseph Truyens verkozen, maar hij werd door de Senaat onverkiesbaar verklaard en Mérenne was zijn opvolger.
De Kommunistische Partij van België was toen al zeer afgeslankt in vergelijking met de onmiddellijke naoorlog. Er bleven maar twee communistische senatoren meer over, René Noël en Mérenne.